# Spýros Spyromílios
Spýros Spyromílios ou Spyromélios (en grec moderne : Σπύρος Σπυρομήλιος), né en 1864 à Himara, en Épire du Nord, mort en 1930 à Athènes, en Grèce, est un officier de gendarmerie pendant la Première Guerre balkanique. Il participe à l’insurrection de la minorité grecque d’Albanie. Il est ensuite nommé capitaine d’Himara par le Protocole de Corfou de 1914. 
Après l’annexion de l’Épire du Nord par la Grèce, pendant la Première Guerre mondiale, Spýros Spyromílios est élu député de la préfecture d’Argyrokastro au Parlement hellénique. Après l’invasion italienne de l’Épire, il fuit à Athènes, où il obtient le grade de colonel.